# 無足輕重
無足輕重（英文：Genuine but Insignificant Cause），是一種因果謬誤，係指將真實但不重要的原因作為論證基礎，卻遺漏了重要的主因。

## 示例
例一

燒紙錢使空氣品質每況愈下，所以政府應該不許民眾再燒了。

導致空氣品質變差的主因可能是交通工具或工廠排放的廢氣，燒紙錢雖也會影響空氣，然而對空氣品質的影響與交通工具或工廠排放的廢氣相比甚微。然而，值得思考的是空氣品質對人體的影響，和直接面對紙錢廢氣對人體的影響，或許前者對人體也是無足輕重。
例二

你電腦開一夜沒關，所以你是造成全球暖化的兇手。

電腦開一夜對全球暖化的影響甚微。
例三

先天和後天因素都對兒童的成長有重要影響，而在後天因素中，同儕影響、偶然的機遇、個人抉擇和其他不明的因素等，是其中重要的因素。

以上的說法提及各種已知會對一個人造成影響的後天因素，但沒有提及親職教養；然而心理學者大多同意在後天因素中，父母教養對子女的成長過程和長期發展有重要的影響，甚至是後天因素中最為重要的影響，就算是對領養的子女也一樣，因此討論一個人的成長過程時，不討論父母教養的因素，會犯下無足輕重的謬誤。
例四

美國南北戰爭的主因，是南方各州嘗試維護自己的州權所致。

然而歷史學者大多同意美國南北戰爭最主要的原因是奴隸制度存廢，其他的原因也很重要，但最主要的原因還是奴隸制度，也就是南方奴隸主的主要既得利益，其他因素背後也都會牽涉到奴隸制度存廢，因此談論美國南北戰爭不討論奴隸制度存廢，會犯下無足輕重的謬誤。
例五

在面對兇殺案時呼籲人們「請不要轉載任何的圖片、電視畫面，畢竟這些都會製造無謂的恐慌與難過」。

有理由認為了解和傳播凶殺案資訊的重要性超過這些情緒反應所帶來的問題，因此以「引發情緒」為由叫人不要轉載凶殺案的資訊並不恰當。

## 外部連結
- （英文）The Logical Fallacies: Genuine but Insignificant Cause（页面存档备份，存于）

1. ↑  . Yahoo!新聞. 今日新聞NowNews. 2016-03-29  [2021-10-08]. （原始内容存档于2021-10-08）.